# Castillon-en-Auge
Castillon-en-Auge é uma comuna francesa na região administrativa da Normandia, no departamento Calvados. Estende-se por uma área de 7,21 km². Em 2010 a comuna tinha 167 habitantes (densidade: 23,2 hab./km²).